# 滝沢市IPUイノベーションセンター
滝沢市IPUイノベーションセンター（たきざわしIPUイノベーションセンター）は、岩手県滝沢市にある岩手県立大学地域連携研究センターに隣接して建設された企業集積施設。

## 設立の経緯
2009年に滝沢村（当時）、岩手県立大学、岩手県の3者による「滝沢村IPUイノベーションパーク整備計画」が策定された。この整備計画は、企業誘致、IT関連企業の人材育成、産学官連携の推進を目指したものであった。
2009年5月15日には最初の貸研究室である「滝沢村IPUイノベーションセンター」が岩手県立大学内に開所した。2012年8月には、企業立地区画である「滝沢村IPUイノベーションパーク」の分譲が開始された。また、アパート形式の貸し研究棟の入居ニーズが高いことから、2014年5月30日に2番目の貸研究室となる「滝沢市IPU第2イノベーションセンター」が開所した。

## 現状
誘致活動の結果、複数のIT関連企業の入居・立地が行われ、2020年現在は2つの貸研究室施設には25社が入居し、企業立地区画には3社の企業が立地している。

## 施設概要
第1イノベーションセンター
研究室（オフィス）、会議室、談話室、リフレッシュコーナー
第2イノベーションセンター
研究室（オフィス）、シェアデスク、会議室、談話室、ホール（キッチンスペース有り）

## アクセス
- いわて銀河鉄道線盛岡駅より岩手県交通「251・252　県立大学行」で、終点下車。
- いわて銀河鉄道線滝沢駅より徒歩15分